# 田庄镇 (平度市)
田庄镇是中国山东省青岛市平度市下辖的一个镇。

## 行政区划
田庄镇下辖又一村、社区、永昌社区、张东村、西张村、田庄村、西寨村、田庄王家村、幸福庄村、玉石头村、东南寨村、西南寨村、塔尔埠村、潘家庄村、矫戈庄村、北塘村、前柳坡村、中柳坡村、后柳坡村、温家村、孟家村、利家村、平坊村、东郭村、西坡子村、东坡子村、西潘家埠村、东潘家埠村、荷花屯村、穇子庄村、东刘庄村、披甲营村、东李家埠村、卫家庄村、韩家屯村、东杨家村、张舍村、东前疃村、南尹家村、商家村、西庄头村、岭子村、桃园村、南坦坡村、官庄南村、官庄北村、北坦坡村、中坦坡村、于埠村、任家洼村、韩家铺村、崖上高家村、西白家村、北洼子村、台子付家村、新姜家村、邓家村、双淄姜家村、东白家村、盆李家村、南肖家村、东南营村、东官庄村、东吴家屯村、流丹埠村、宫东村、宫西村、廉家村、李家村、徐家村、匡家村、河东郑家村、东石岭村、西石岭村、小田庄村、苍村、宝落村、吉戈庄村、刘戈庄村、习礼埠村、南苏村、坡子村、郝家寨村、石埠村、石泉村、南下庄村、南滚泉村、北滚泉村、王家营村、柘埠村、穆家村、郝家营村、西官庄村、窑头孙家村、祝家铺村、李家铺村。
田庄镇现辖：
又一村社区、张东村、西张村、田庄村、西寨村、田庄王家村、幸福庄村、玉石头村、东南寨村、西南寨村、塔尔埠村、潘家庄村、矫戈庄村、北塘村、前柳坡村、中柳坡村、后柳坡村、温家村、孟家村、利家村、平坊村、东郭村、西坡子村、东坡子村、西潘家埠村、东潘家埠村、荷花屯村、穇子庄村、东刘庄村、披甲营村、东李家埠村、卫家庄村、韩家屯村和东杨家村。